# Dombeya torrida
Espèce
Classification phylogénétique
Dombeya torrida, est une espèce d'arbre du genre Dombeya, originaire d'Afrique et de la péninsule arabique, de la famille des Malvaceae.